# 裏切り者のレクイエム
「裏切り者のレクイエム」（うらぎりもののレクイエム）は、ハセガワダイスケのシングル。2019年3月27日にワーナー・ホーム・ビデオから発売された。

## 概要
表題曲「裏切り者のレクイエム」は、テレビアニメ『ジョジョの奇妙な冒険』Parte5 黄金の風の第2弾オープニングテーマに起用された。ディスクジャケットには、『黄金の風』の主人公ジョルノ・ジョバァーナの後ろ向きの姿が描かれている。
2019年3月18日には各種配信サイトより表題曲「裏切り者のレクイエム」が先行配信された。
音楽ダウンロードサービス「mora ～WALKMAN（R）公式ミュージックストア～」が発表した「mora 2019年 春アニソンランキング TOP10」では5位にランクインした。
2019年8月19日に発売されたサウンドトラック「ジョジョの奇妙な冒険 黄金の風 O.S.T Vol.3 Finale」には、「裏切り者のレクイエム Diavolo Ver.」が収録されている。

## 収録曲
1. 裏切り者のレクイエム [3:30]
  - 作詞：藤林聖子、作曲：菅野祐悟
  - テレビアニメ『ジョジョの奇妙な冒険』Parte5 黄金の風第2弾オープニングテーマ
  - ギャングという組織に対する忠誠とその中で生まれる葛藤など、作品のテーマは引き続き曲全体の空気感を支配しており、ボスを裏切ったブチャラティチームの「覚悟」が感じられる名曲[8]。
2. 裏切り者のレクイエム -English Ver.- [3:31]
  - 英語詞 : 青木カレン[9]
3. 裏切り者のレクイエム（Instrumental） [3:28]